# HD 40359
HD 40359，又名CD-31 2854，SAO 196335、HR 2098，是一颗恒星，视星等为6.44，位于銀經237.68，銀緯-24.82，其B1900.0坐标为赤經5h 53m 5s，赤緯-31° -24.82′ 20″。